# Nové Zámky (Mladeč)
Nové Zámky je malá vesnice v okrese Olomouc, část obce Mladeč. Má 102 obyvatel. Nachází se u lesa Doubravy na staré cestě z Litovle do Loštic. Poprvé jsou zmiňovány až v roce 1690. Nachází se zde zámeček rodu Boskovicových, tzv. Nové Zámky u Litovle. Od roku 1850 je vesnice součástí obce Mladeč. Naproti zámečku se nachází bývalý vojenský areál, kde se dnes nacházejí koně a ubytovací kapacity.

## Obyvatelstvo

### Struktura
Vývoj počtu obyvatel za celou obec i  za jeho jednotlivé části uvádí tabulka níže, ve které se zobrazuje i příslušnost jednotlivých částí k obci či následné odtržení. 
| Místní části   | Místní části    | 1869 | 1880 | 1890 | 1900 | 1910 | 1921 | 1930 | 1950 | 1961 | 1970 | 1980 | 1991 | 2001 | 2011 |
| -------------- | --------------- | ---- | ---- | ---- | ---- | ---- | ---- | ---- | ---- | ---- | ---- | ---- | ---- | ---- | ---- |
| Počet obyvatel | část Nové Zámky | 76   | 86   | 97   | 88   | 76   | 75   | 49   | 51   | 9    | 242  | 231  | 221  | 144  | 112  |
| Počet domů     | část Nové Zámky | 6    | 6    | 6    | 5    | 5    | 5    | 5    | 6    | -    | 5    | 4    | 4    | 4    | 5    |